# RSC 1917
RSС 1917 (фр. Le fusil automatique de 8 mm RSC modele 1917 — рус. 8-мм автоматическая винтовка RSC образца 1917 года) — французская самозарядная винтовка времён Первой и Второй мировых войн используемой пехотой.
Винтовка была одной из самых первых самозарядных винтовок принятых на вооружение Франции и второй во всем мире.

## История
Винтовка RSC Mle 1917 была одной из первых самозарядных винтовок, принятых на вооружение. Французская армия начала разработку самозарядных винтовок, в перспективе призванных заменить устаревающие магазинные винтовки системы Lebel M1886, практически в самом начале XX века. К разработке были подключены только правительственные арсеналы, и все работы велись в условиях строгой секретности. При этом уже в 1910 году французская армия получила самозарядную винтовку системы  Менье (Meunier), разработанную под новый, достаточно мощный патрон калибра 7х59. Однако постановка новой винтовки и патрона на вооружение затянулась, и к началу Первой мировой войны было выпущено не более 1000 новых винтовок, и перспективы развертывания более широкого производства были туманны. Поэтому Французская армия решила начать разработку новой, более простой и дешёвой самозарядной винтовки под штатный патрон 8 × 50 мм R Лебель. После ряда неудачных опытов в 1917 году появилась самозарядная винтовка конструкции Рибейроля, Сюттэ и Шоша (Ribeyrolle, Sutter, Chauchat — отсюда и сокращение RSC). В конструкции этой винтовки были использованы некоторые детали старой винтовки Лебель — ствол, трубка подствольного магазина, элементы ложи, что позволило дополнительно снизить цену производства нового оружия. Эта винтовка была принята на вооружение под официальным обозначением Le fusil automatique de 8 mm RSC modele 1917 или кратко RSC Mle.1917. В течение 1918 года было выпущено и передано в войска свыше 80 тысяч самозарядных винтовок М1917. По опыту окопных боев в начале 1918 года винтовку несколько модернизировали, укоротив ствол и введя ещё ряд изменений. Этот вариант, обозначенный как RSC Mle 1918, был выпущен уже после войны в количестве порядка 10 тысяч штук. В межвоенный период винтовки серии RSC Mle 1917 и RSC Mle 1918 были использованы в войне с Марокко, а в конце тридцатых годов большая их часть была переоборудована в оружие с ручной перезарядкой путем блокировки газоотводного механизма.
Нужно отметить что в тактическом да и техническом плане в период Первой мировой войны французская армия была одной из самых передовых, и винтовка RSC Mle 1917 тому яркое подтверждение. В её конструкции четко видны черты многих гораздо более известных систем самозарядного и автоматического оружия, появившихся позже, в том числе и таких как американская винтовка M1 Garand.

## Устройство
Винтовка RSC Mle 1917 использует автоматику с отводом пороховых газов из ствола в газовый цилиндр, расположенный под стволом. Роль газового цилиндра выполняет трубка подствольного магазина, заимствованная вместе со стволом от винтовки Лебеля образца 1886 года. Газовый поршень соединен изогнутым толкателем с рукояткой затвора на правой стороне оружия, возвратная пружина расположена в подствольной трубке позади газового поршня. Запирание ствола осуществляется поворотом боевой личинки затвора, имеющей два набора радиальных боевых упоров, сцепляющихся с выступами в ствольной коробке. Боевая личинка затвора соединена с массивным цилиндрическим телом затвора; поворот личинки происходит при взаимодействии спиральных выступов на хвостовике личинки с пазами в теле затвора. Предохранитель расположен слева на ствольной коробке, перед спусковой скобой. Питание патронами осуществляется из неотъемного магазина емкостью 5 патронов, с использованием специальных патронных пачек (обойм), вставляемых в магазин. Заряжание и разряжание магазина производятся при откидывании его крышки вниз и вперед. На винтовках М1918 магазин был модифицирован для того, чтобы вместо специальных пачек можно было использовать пачки от винтовки системы Бертье обр. 1916 года (Berthier Mle 1916). Кроме того, в винтовках М1918 был введен механизм останова затвора в открытом положении при израсходовании патронов в магазине. Винтовки М1917 и М1918 могли комплектоваться стандартным пехотным штыком М1896/15.

## Страны-эксплуатанты
Нацистская Германия — трофейные винтовки поступали на вооружение фольксштурма под наименованием Selbstlade-Gewehr 310(f).